# Ernesto Canto da Maia

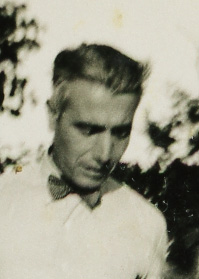
Canto da Maia, 1940

Canto da Maia (* 15. Mai 1890 in Ponta Delgada; † 5. April 1981 in Ponta Delgada) war ein portugiesischer Bildhauer.

## Biographie
Ernesto do Canto Faria e Maia (legaler Name) wuchs in einer wohlhabenden, adeligen Familie auf der Azoreninsel São Miguel auf. Nach der Ausbildung bis und mit Mittelschule wechselte er 1907 an die Schule der Schönen Künste (Escola de Belas Artes) in Lissabon, der Hauptstadt Portugals. Dort schloss er das Studium 1912 ab und belegte noch Kurse in Architektur. Es folgten Studienjahre in Paris an der Académie de la Grande Chaumière und in Genf an der École des Beaux-Arts. An diesen Standorten beeinflussten ihn die Arbeiten von Émile Antoine Bourdelle (1861–1929), Auguste Rodin (1840–1917) und James Vibert (1872–1942), letztere beide Vertreter des Symbolismus.
Canto da Maia (Künstlername) heiratete Louise Mathilde Biderbost 1919 in der Schweiz. Seine Frau stand ihm später für verschiedene Plastiken und Skulpturen Modell.
Bereits zu diesem Zeitpunkt hatte er sich als unabhängiger Künstler in Boulogne-sur-Seine bei Paris etabliert. Dort wirkte er weiter bis 1938. Im selben Jahr heiratete er ein zweites Mal. Seine zweite Frau war Vera Wladimirovna Pouritz, eine russische Emigrantin. Der nahende Zweite Weltkrieg veranlasste beide, nach Lissabon zu übersiedeln. Dort ereilte Canto da Maia der Schicksalsschlag des Todes seines Sohnes Julio António aus erster Ehe, welcher als 20-Jähriger 1940 im Meer ertrank. Nach dem Zweiten Weltkrieg lebte der Künstler abwechslungsweise in Lissabon und Paris. Er nahm in beiden Gegenden an Ausstellungen teil.
1954 kehrte er in seine Geburtsstadt Ponta Delgada zurück, besuchte jedoch noch regelmäßig die Pariser Kunstszene.

## Werke (Auswahl)

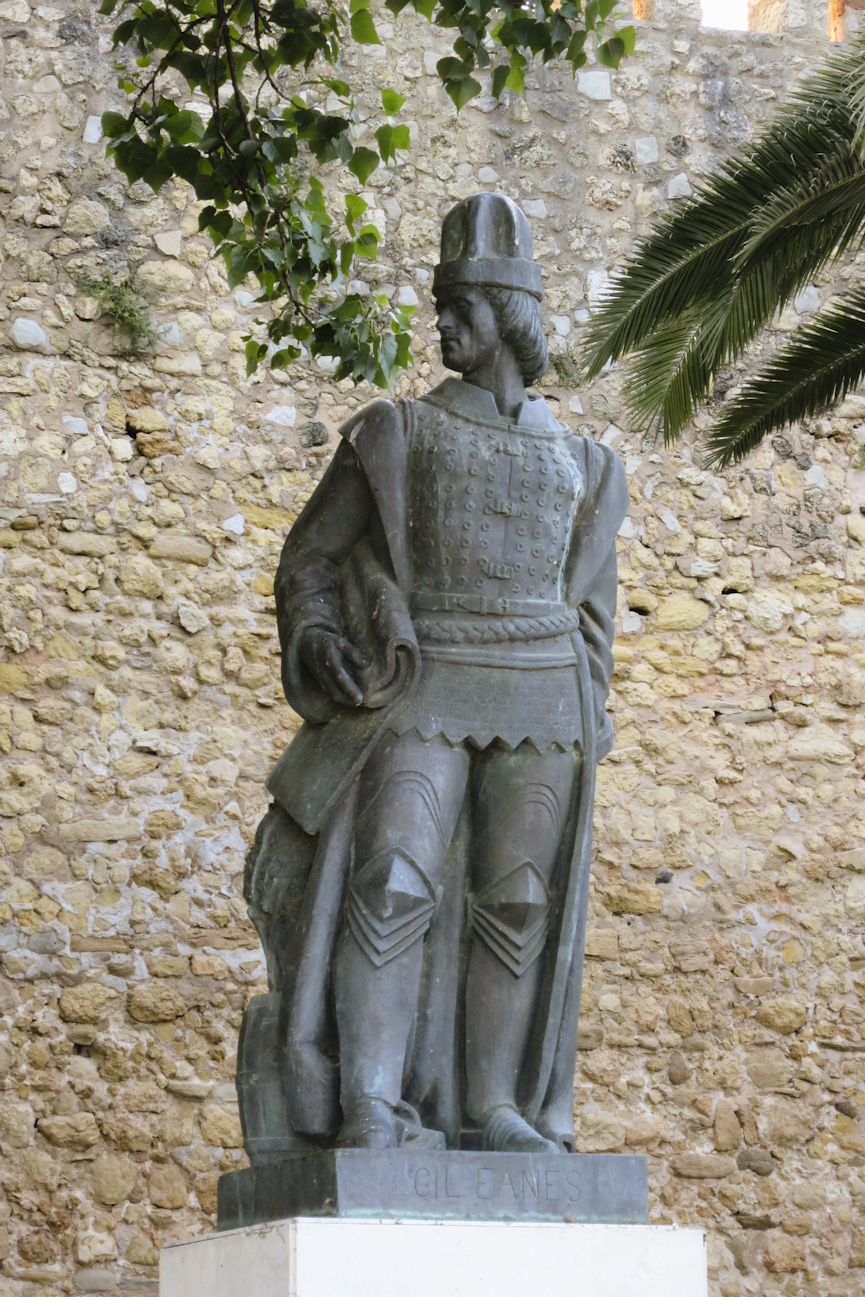
Gil Eanes als Skulptur, 1948

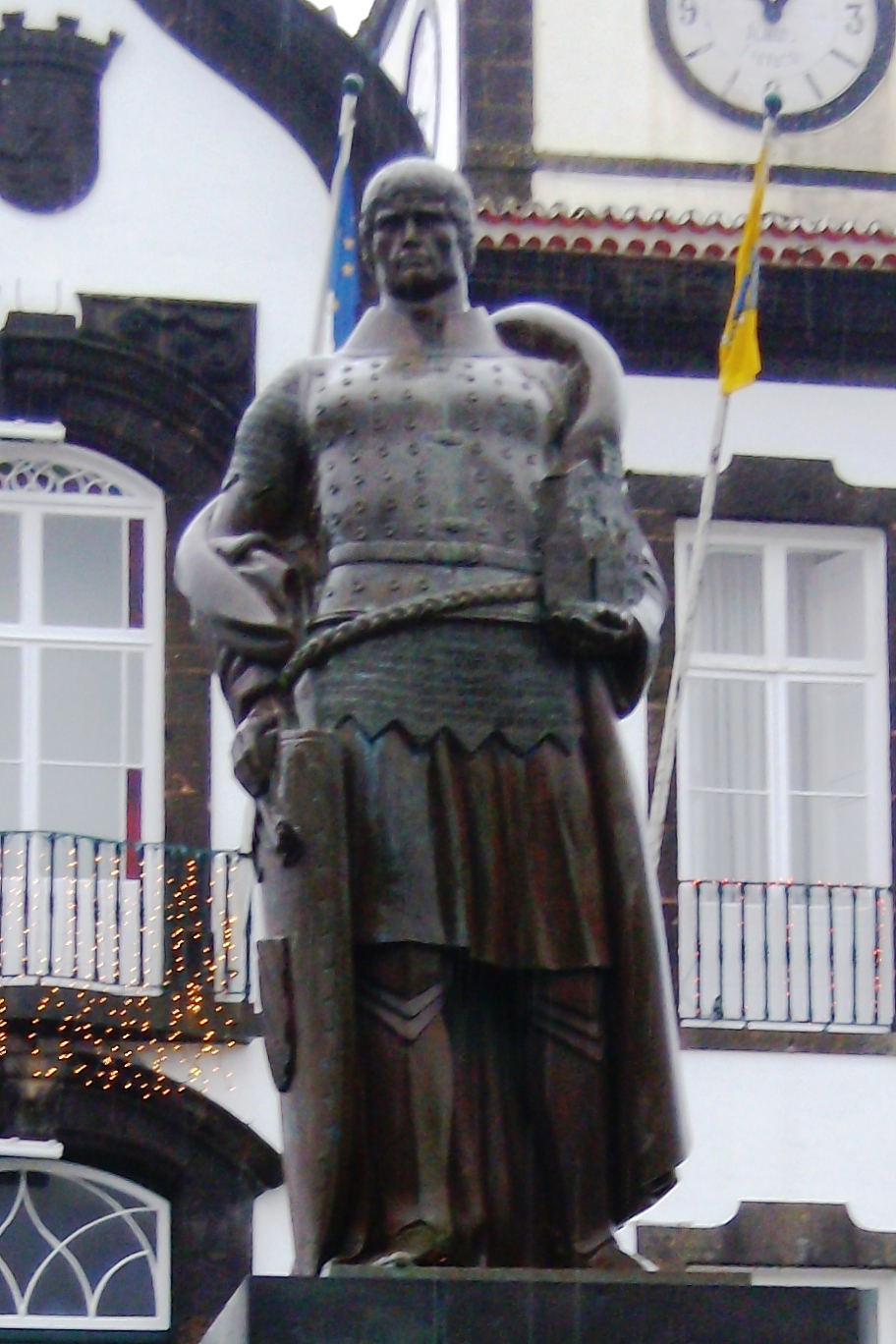
Vaz Botelho, 1954

Canto da Maia hat hauptsächlich Plastiken aus Gips oder Lehm (Terrakotta) geschaffen, die zum Teil als Entwürfe für größere Bildhauerarbeiten aus Stein dienten. Themen aus seiner Familiengeschichte sind erkennbar. Seine Arbeiten sind im Stil des Art déco gehalten, später zog die klassische Ästhetik für Statuen von Nationalhelden in sein Werk ein.
- ca. 1929 – Adão e Eva (auch Hino do Amor, Printemps, oder Duo d’amour genannt)
- ca. 1931 – África (Kolonialausstellung in Paris)
- 1937 – Fernão de Magalhães (Exposição das Artes e Técnicas da Vida Moderna, Paris)
- 1939 – A família em Portugal: avós, filhos e netos (Weltausstellung New York, 1939–40)
- 1940 – Grupo escultórico D. Manuel, Vasco da Gama e Alvares Cabral (Exposição do Mundo Português).
- 1940–42 – Filho morto (toter Sohn, in Erinnerung an seinen verstorbenen eigenen Sohn)
- 1948 – Gil Eanes (Lagos)

## Ehrungen
Canto da Maia erhielt schon während seiner Studienjahre ab 1914 Auszeichnungen wie ehrenvolle Nennungen und Medaillen. Zu den späteren französischen und portugiesischen Ehrungen zählen:
- 1937 Großer Preis für Skulpturen, Internationale Ausstellung für Kunst und Technik des modernen Lebens, Paris
- 1941 Ernennung zum Offizier des militärischen Ordens Santiago de España
- 1966 Wahl zum Ehrenmitglied der Nationalen Akademie der Künste, Lissabon

Im Museu Carlos Machado in Ponta Delgada wurde ihm 1976 eine retrospektive Gesamtausstellung gewidmet, welche ab 1979 zu einer permanenten Ausstellung seiner Werke in einem dafür reservierten Museumssaal wurde.
In Lissabon und in Ponta Delgada (Rua Ernesto Canto da Maia) wurden zwei Straßen nach ihm benannt. Ebenfalls trägt eine bedeutende Schule in Ponta Delgada seinen Namen (Escola Básica Integrada Canto da Maia).